# Haluzice (Eslováquia)
Haluzice (em húngaro: Gallyas) é um município da Eslováquia, situado no distrito de Nové Mesto nad Váhom, na região de Trenčín. Tem 3,84 km² de área e sua população em 2018 foi estimada em 87 habitantes.

## Demografia
| Ano:        | 1994 | 2004    | 2014    | 2024    |
| ----------- | ---- | ------- | ------- | ------- |
| Broj ljudi: | 77   | 55      | 68      | 94      |
| Razlika:    |      | -28,57% | +23,63% | +38,23% |

| Ano:               | 2023 | 2024   |
| ------------------ | ---- | ------ |
| Número de pessoas: | 95   | 94     |
| Diferença:         |      | -1,05% |